# Don Adams
Pour les articles homonymes, voir Adams.
Don Adams, nom de scène de Donald James Yarmy, né le 13 avril 1923 à New York, et mort le 25 septembre 2005 à Beverly Hills, est un acteur, scénariste, réalisateur et producteur américain. Il est l’interprète principal de la série télévisée Max la Menace (Get Smart).

## Biographie
Né à Manhattan, Donald James Yarmy est le fils de William Yarmy, un propriétaire d'une chaîne de restaurants, et de son épouse Consuelo Deiter. Son frère Richard est acteur de télévision, connu sous le nom de Dick Yarmy (1933-1992). Sorti de DeWitt Clinton High School de New York, Donald James travaille d'abord comme placier dans les salles de spectacle. 
Durant la Seconde Guerre mondiale, il rejoint le Corps des Marines des États-Unis et participe à la Bataille de Guadalcanal. Après avoir contracté le paludisme, il passe un an à l'hôpital de Wellington et reprend le service en qualité d'instructeur militaire.
De retour à la vie civile, il se produit dans les one-man-show se présentant comme Don Adams, car à cette époque il est marié à la chanteuse Adelaide Efantis, qui se fait appeler Adelaide Adams. Ensemble, ils ont quatre filles. Après le divorce, Adams conserve son nom de scène.
Sa carrière à la télévision commence en 1954, lorsqu'il se fait remarquer dans l'émission de variétés Arthur Godfrey's Talent Scouts, présentée par Arthur Godfrey et diffusée par CBS en 1946-1958. Il fait onze apparitions dans The Steve Allen Show de Steve Allen à la fin des années 1950, et dans l'émission Kraft Music Hall de Perry Como durant la saison 1961-1963. Il obtient ensuite le rôle de détective Byron Glick dans le sitcom The Bill Dana Show (1963-1965).
Son interprétation de l'agent 86 dans la série télévisée Max la Menace de Mel Brooks l'a rendu populaire. Il est le créateur de la série télévisée Coup double en 1971. Il est la voix de l'inspecteur Gadget dans la version anglaise, et du principal Hickey dans la série Pepper Ann. Il a également joué dans deux films : Le Plus Secret des agents secrets (Clive Donner, 1980) et Back to the Beach (en) (Lyndall Hobbs (en), 1987).
Souffrant d'un lymphome, il meurt d'une infection pulmonaire au Centre médical Cedars-Sinai et est inhumé à l'Église du Bon-Pasteur de Beverly Hills, à Hollywood Forever Cemetery.

## Filmographie

### Cinéma
- 1980 : Le Plus Secret des agents secrets (The Nude Bomb) : Maxwell Smart
- 1982 : Jimmy the Kid de Gary Nelson : Harry Walker
- 1986 : The Amazing Adventures of Inspector Gadget : Inspecteur Gadget
- 1987 : Back to the Beach (en) : Le maître du port
- 1999 : Inspecteur Gadget (Inspector Gadget) : Brain (Voix)
- 1999 : Inspector Gadget: Gadget's Greatest Gadgets : Inspecteur Gadget

### Télévision
- 1963 - 1964 : The Bill Dana Show (en) (série télévisée) : Byron Glick
- 1963 : Tennessee Tuxedo and His Tales (en) : Tennessee Tuxedo (Voix)
- 1964 : Underdog (série télévisée) : Tennessee Tuxedo (Voix)
- 1965 – 1970 : Max la menace (Get Smart) (série télévisée) : Maxwell Smart
- 1967 : The Danny Thomas Hour (en) (série télévisée) : Harry
- 1971 : Confessions of a Top Crime Buster : Sgt. Nelson Higgenbottom
- 1971 - 1972 : Coup double (The Partners) (série télévisée) : Détective Lennie Crooke
- 1973 : Wait Till Your Father Gets Home (en) (série télévisée) : Don Gibson Jr
- 1973 : Saga of Sonora (téléfilm) : Le vieux Cowhand
- 1976 : The Love Boat (téléfilm) : Donald Richardson
- 1976 : Three Times Daley (téléfilm) : Bob Daley
- 1978, 1980, 1982 - 1984 : La croisière s'amuse (The Love Boat) (série télévisée) : Lenny Camen / William Robinson / Sam Coley / Walter Love
- 1979 : L'île fantastique (Fantasy Island) (série télévisée) : Cornelius Wieselfarber
- 1980 : Murder Can Hurt You (en) (téléfilm) : Le narrateur (Voix)
- 1984 : L'homme qui tombe à pic (The Fall Guy) (série télévisée) : Un shérif
- 1985 - 1988 : Check it Out (série télévisée) : Howard Bannister
- 1989 : Get Smart, Again! (en) (téléfilm) : Maxwell Smart
- 1992 : Inspector Gadget Saves Christmas (téléfilm) : Inspecteur Gadget (Voix)
- 1995 : Gadget Boy and Heather (série télévisée) : Gadget Boy (Voix)
- 1995 : Le Retour de Max la Menace (série télévisée) (Get Smart) (série télévisée) : Chef Maxwell Smart
- 1996 : Field Trip Starring Inspector Gadget (en) (série télévisée) : Inspecteur Gadget
- 1997 : Nick Freno: Licensed Teacher (en) (série télévisée) : Le principal
- 1998 : Gadget Boy's Adventures in History (série télévisée) : Gadget Boy (Voix)
- 1999 - 2000 : Pepper Ann (série télévisée) :¨Principal Hickey

### Comme réalisateur
- 1965 : Max la Menace (Get Smart) (série télévisée)
- 1971 : Coup double (The Partners) (série télévisée)

### Comme scénariste
- 1965 : Max la Menace (Get Smart) (série télévisée)